# Henry Hazlitt
Henry Stuart Hazlitt (/ˈhæzlɪt/; n. 28 noiembrie 1894, Pennsylvania, SUA – d. 9 iulie 1993, New York City, New York, SUA) a fost un jurnalist american, care a scris articole despre business și economie pentru  The Wall Street Journal, The Nation⁠(d), The American Mercury⁠(d), Newsweek și The New York Times.

## Biografie
Henry Hazlitt s-a născut în Philadelphia, Pennsylvania și a copilărit în Brooklyn, New York. Hazlitt a fost un descendent al eseistului britanic William Hazlitt, dar a crescut într-o sărăcie relativă, tatăl său murind când acesta era copil. Primii săi eroi au fost Herbert Spencer și William James, iar primul său vis era să aibă o carieră academică în psihologie și filozofie. A urmat studiile la City College⁠(d)  din New York, dar a renunțat la cursuri pentru a-și întreține mama rămasă văduvă de două ori.

Hazlitt și-a început cariera la The Wall Street Journal ca secretar al directorului-editor în perioada adolescenței, iar interesul său pentru domeniul economiei s-a dezvoltat în această perioadă. A susținut că lucrarea The Common Sense of Political Economy de Philip Wicksteed⁠(d) a reprezentat o „influență extraordinară” asupra sa. Hazlitt a publicat prima sa carte - Thinking as a Science - la vârsta de 21 de ani. A început să scrie lucrarea când a conștientizat că era mai important să gândești limpede decât să memorezi informații. După cum explică acesta în primele pagini ale cărții:
Toți oamenii știu că există lucruri rele în lume care trebuie îndreptate. Toți oamenii au idei destul de clare despre ce sunt aceste rele. Dar pentru majoritatea oamenilor, unul distinct iese în evidență. De fapt, pentru unii acest lucru iese în evidență cu o intensitate atât de remarcabilă încât ei pierd din vedere alte lucruri rele sau le privesc drept consecințele naturale ale propriului lor rău suprem.
Pentru socialist acest rău este sistemul capitalist; pentru prohibiționist este lipsa de cumpătare; pentru feminist este supunerea femeilor; pentru duhovnic este declinul religiei; pentru Andrew Carnegie este războiul; pentru republicanul convins este Partidul Democrat și așa mai departe ad infinitum.

Și eu am un mic rău personal, căruia în momentele mai pasionate am tendința să i le atribui pe toate celelalte. Acest rău este neglijarea gândirii. Și când spun gândire mă refer la gândirea reală, gândirea independentă, gândirea serioasă.
În timpul Primului Război Mondial, a servit în cadrul Forțelor Aeriene. S-a înrolat în New York City la 11 februarie 1918 și a servit ca parte a Signal Enlisted Reserve Corps până la 9 iulie 1918. A fost apoi în Princeton, New Jersey, la Școala de Aeronautică Militară până pe 22 octombrie, când a fost trimis la AS Camp Dick din Dallas, Texas, pentru câteva săptămâni până pe 7 noiembrie și a fost trecut în rezervă la 12 decembrie 1918. S-a întors la New York și s-a stabilit în Washington Square Park⁠(d), unde a locuit timp de mulți ani.

## Opere
- Thinking as a Science, 1916
- The Way to Will-Power, 1922
- A Practical Program for America, 1932
- The Anatomy of Criticism, 1933
- Instead of Dictatorship, 1933
- A New Constitution Now, 1942
- Freedom in America: The Freeman (cu Virgil Jordan), 1945
- The Full Employment Bill: An Analysis, 1945
- Economics in One Lesson, 1946
- Will Dollars Save the World?, 1947
- Forum: Do Current Events Indicate Greater Government Regulation, Nationalization, or Socialization?, Proceedings from a Conference Sponsored by The Economic and Business Foundation, 1948
- The Illusions of Point Four, 1950
- The Great Idea, 1951 (publicată sub titlul Time Will Run Back în Marea Britanie, revizuită și republicată sub acest titlu în 1966.)
- The Free Man's Library, 1956
- The Failure of the 'New Economics': An Analysis of the Keynesian Fallacies, 1959
- The Critics of Keynesian Economics (ed.), 1960
- What You Should Know About Inflation, 1960
- The Foundations of Morality, 1964
- Man vs. The Welfare State, 1969
- The Conquest of Poverty, 1973
- To Stop Inflation, Return to Gold, 1974
- The Inflation Crisis, and How To Resolve It, 1978
- From Bretton Woods to World Inflation, 1984
- The Wisdom of the Stoics: Selections from Seneca, Epictetus, and Marcus Aurelius, cu Frances Hazlitt, 1984
- The Wisdom of Henry Hazlitt, 1993
- Rules for Living: The Ethics of Social Cooperation, 1999
- Business Tides: The Newsweek Era of Henry Hazlitt, 2011